# Oszlopos Simeon temploma a Povarszkaján
Oszlopos Simeon temploma a Povarszkaján (Церковь Симеона Столпника на Поварской) a 17. században, III. Fjodor orosz cár rendeletére épült moszkvai templom az Új Arbat utca és a Povarszkaja ulica találkozásánál. Egyházszervezetileg a Moszkvai ortodox egyházmegye központi egyházkerületéhez tartozik. Elnevezésében az utca neve megkülönböztetésül szerepel, mivel Moszkvában van egy másik Oszlopos Simeon-templom is a Jauza folyó közelében (Храм Симеона Столпника за Яузой).

## Története
A mai templom helyén a hagyomány szerint már 1625-ben állott egy fatemplom. A történet egyik változata szerint azt Borisz Godunov orosz cár koronázása alkalmából avatták fel, és innen kapta a nevét, mivel ez az esemény Idősebb Oszlopos Szent Simeon ünnepére esett. 
A kőtemplomot 1676-ban vagy 1679-ben emelték a 17. századi az orosz vagy moszkvai uzorecsje stílusában, aminek jellegzetessége a különleges hagymakupolás formavilág, a gazdag díszítés, bonyolult kompozíció és a festői sziluett. 
Az 1917-es októberi orosz forradalom után a templomot bezárták. Az elhanyagolt épület az Új Arbat utca sugárútjának kialakításakor a moszkvai építészek figyelmébe került, és közülük sokan síkraszálltak amellett, hogy a nagyszabású építkezések során meg kell őrizni a régi templomot. Ennek eredményeképpen az épület műemléki védettséget kapott és 1966-68-ban eredeti formájában felújították.
A templomban számos történelmi, illetve ismert személyiség esküvőjét tartották 1919 előtt, illetve a rendszerváltás után. Gyakori látogatója volt a templomnak élete utolsó éveiben Gogol is.

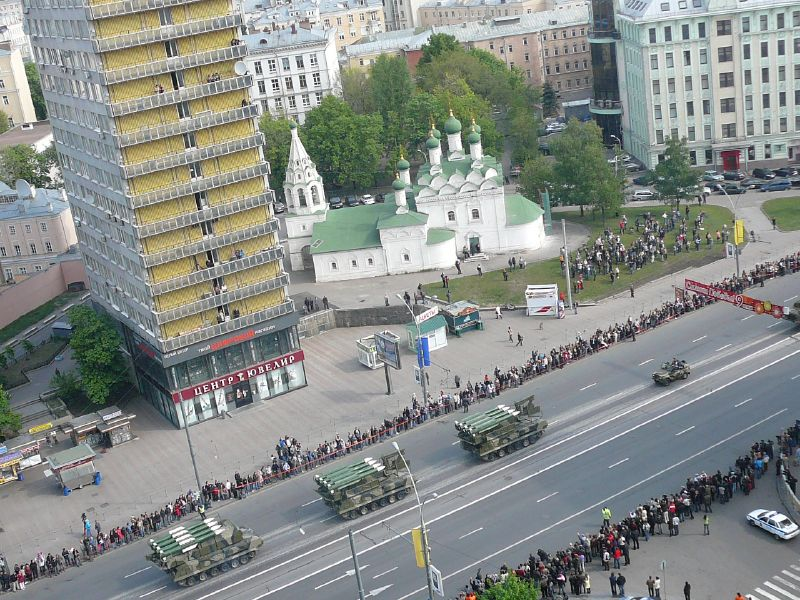
A templom a 2008-as Győzelem-napi parádé idején
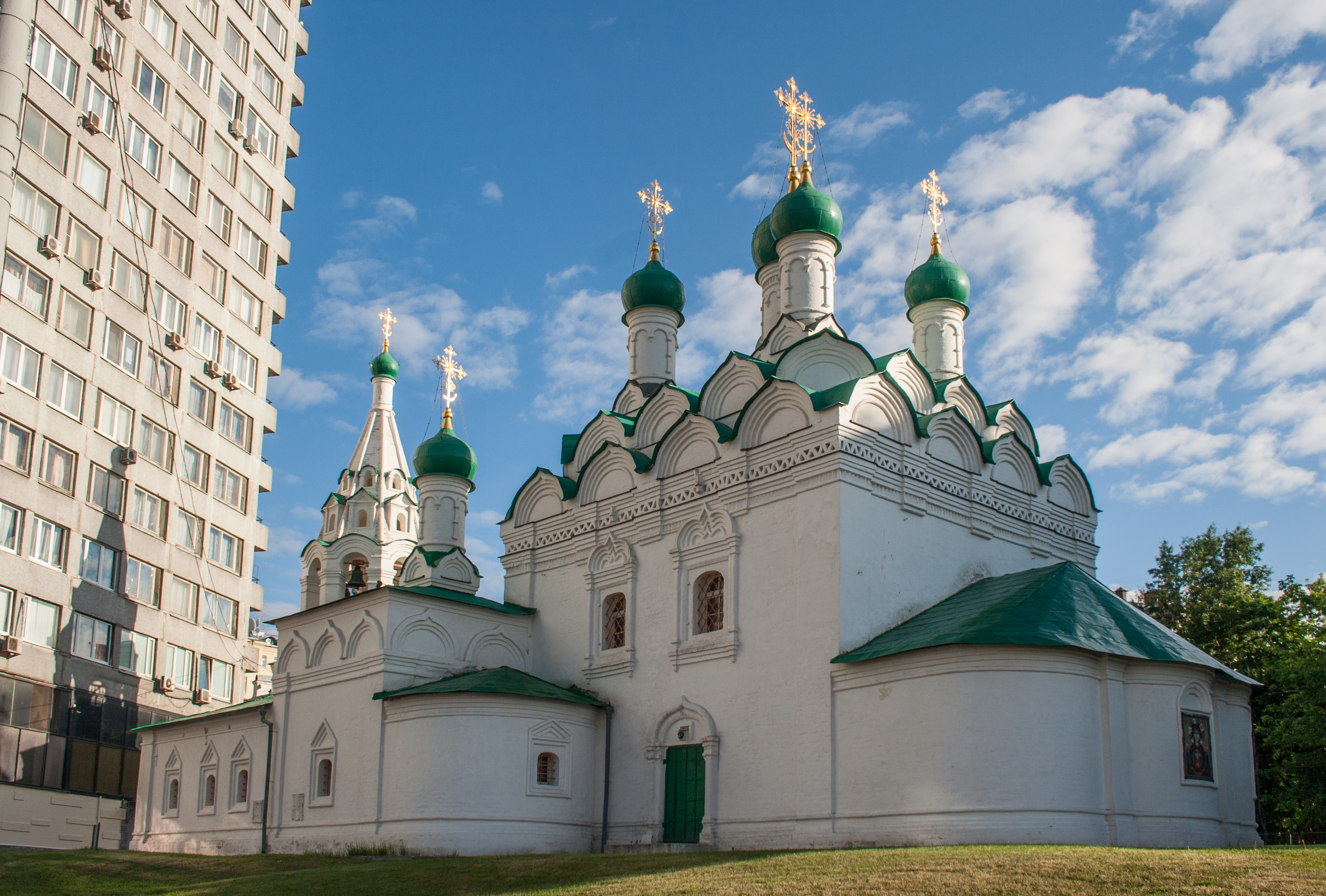
A templom az Új Arbat felől
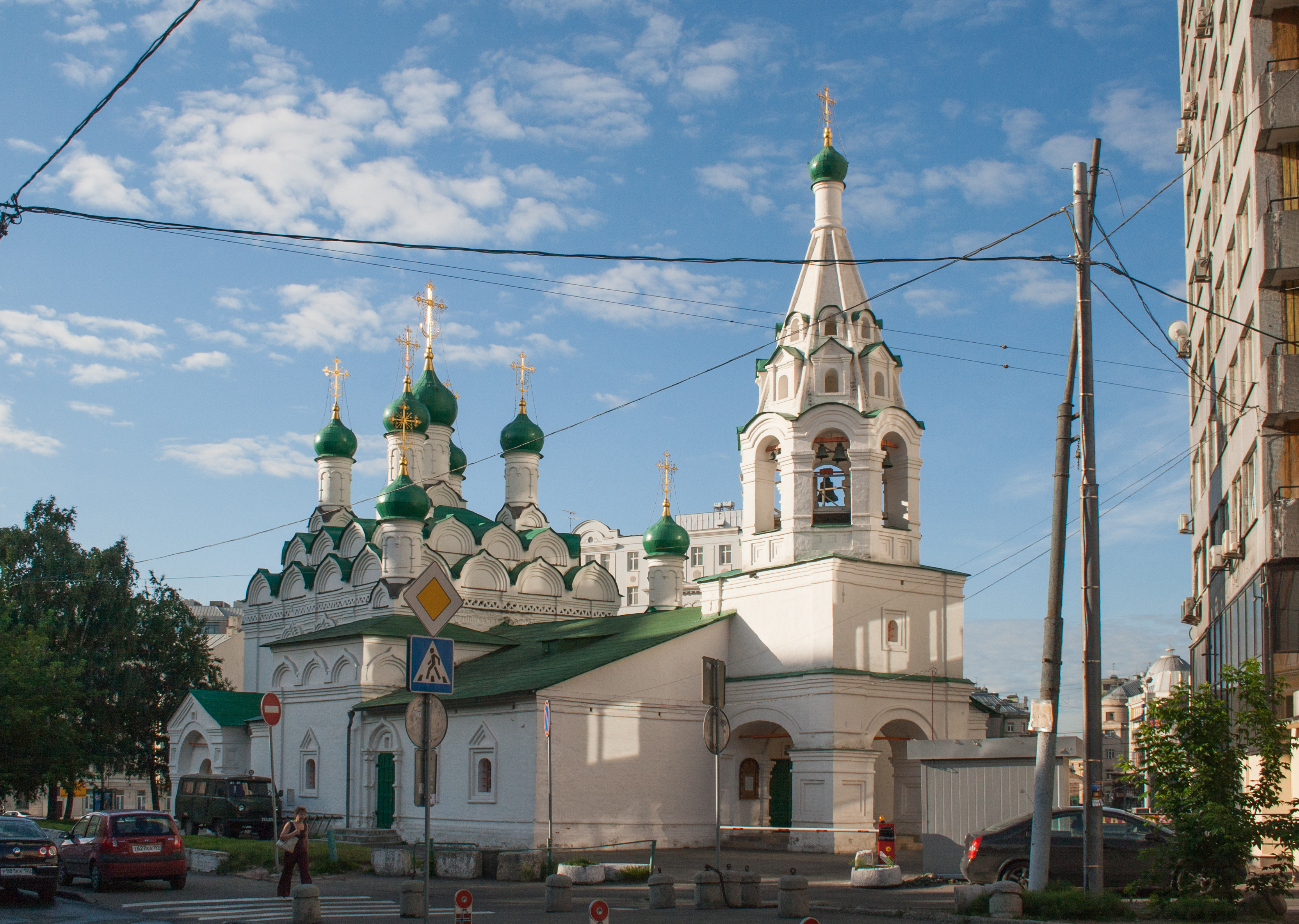
A templom a Povarszkaja felől

## Fordítás
- Ez a szócikk részben vagy egészben a Церковь Симеона Столпника на Поварской című orosz Wikipédia-szócikk ezen változatának fordításán alapul.  Az eredeti cikk szerkesztőit annak laptörténete sorolja fel. Ez a jelzés csupán a megfogalmazás eredetét és a szerzői jogokat jelzi, nem szolgál a cikkben szereplő információk forrásmegjelöléseként.